# Исакссон, Юнас
Юнас Исакссон (швед. Jonas Isacsson, род. 10 июня 1959 года в Умео, лен Вестерботтен, Швеция) — шведский музыкант, гитарист и продюсер. Наиболее известен, как гитарист шведской поп-рок группы Roxette с момента её основания в 1986 году и до сего дня. Автор гитарного проигрыша к одному из главных хитов группы, песне «The Look», которая возглавила чарты Billboard.
Исакссон сотрудничал с Пером Гессле, Мари Фредрикссон (с обоими: как в составе Roxette, так и в качестве сольных артистов), с певицей Евой Дальгрен, а также в составе групп PG Roxette, Contact и Hansson de Wolfe United, в которой заменил Клэса Пальмквиста.

## Биография
Исакссон родился в 1959 году в Умео, на севере Швеции. В 1960 году его семья переехала в Horndal в лене Даларна. Его дед играл на скрипке и педальном органе, и, будучи ребёнком, Исакссон пробовал играть на этих инструментах, хотя по его собственному признанию, на скрипке играть было тяжело. Когда юному Юнасу было пять лет его братья Микаэль и Томас показали ему пару аккордов на гитаре. Томас, старший брат, в то время уже играл в группе на бас-гитаре, но когда он ушёл из группы, то обменял свою гитару марки «Hagström» на «Welson» и Юнас часто одалживал её у брата и именно с этого момента началась его страсть к музыке.
Первая гитара, которую Исакссон купил будучи школьником была «Höfner», он приобрёл её за 75 SEK. В восьмом классе он начал экспериментировать с музыкой и записывать песни. Первая группа Исакссона называлась Marathon. Группа была образована в 1973—1975 годах тремя подростками из деревень Никкала и Сескарё в провинции Норрботтен на севере Швеции. Молодой гитарист Юнас Исакссон прислал демозапись одной из своих песен в радиопрограмму P3 «Bandet går», которую вела Керсти Адамс-Рей. Остальные участники группы, барабанщик Янне Лундберг (швед. Janne Lundberg) и басист Андерс Сандстен (швед. Anders Sandsten), ответили на его обращение, позже они встретились вживую и основали группу. Группа Marathon исполняла инструментальную музыку. Вкусы музыкантов сформировали The Allman Brothers Band, Kebnekajse, Фрэнк Заппа, Pink Floyd, Samla Mammas Manna, Santana и подобные исполнители. Группа распалась, когда семья Исакссона переехала южнее в Уппландс-Вэсбю в 1975 году.
Затем Исакссон вместе с Томми Нильссоном сформировал хэви-металл группу Horizont и заключил контракт со звукозаписывающей компанией. Группа распалась, когда Томми Нильссон стал сольным исполнителем и заключил контракт со звукозаписывающей компанией во Франции.
В 1979 году Исакссон начал работать штатным музыкантом, в том числе в группе Hansson de Wolfe United. Затем он встретил Андерса Гленмарка и Еву Дальгрен, после чего началось их длительное сотрудничество. Он стал гитаристом в группе Евы Дальгрен в 1981 году и работал с ней последующие 10 лет. В перерывах между записями альбомов и выступлениями он также сотрудничал с группой Ratata, певицей Пю Бэкман и Hansson de Wolfe United.
В 1985 году Кларенсу Эверману предложили спродюсировать дебютный альбом нового дуэта, состоящего из Пера Гессле и Мари Фредрикссон. Эверман решил использовать проверенную команду, с которой уже работал над альбомом Пю Бэкман Narrarna dansar (1986): Юнас Исакссон на гитаре, Томми Кассемар на басу и Пелле Алсинг на барабанах. Альбом имел большой успех в Швеции.
Исакссон стал важной частью Roxette и написал, среди прочего, знаменитый гитарный рифф для песни «The Look», который стал их большим международным прорывом. За этим последовала пара больших мировых и европейских туров, а также запись альбомов. Он играл в Roxette в 1986—2010 годах. В это время он также принял участие в записи сольного альбома Мари Фредрикссон Den ständiga resan (1992), в сольном дебюте Джоуи Темпеста A Place to Call Home (1995), альбоме Белинды Карлайл A Woman & a Man (1996), а также сотрудничал с Уно Свеннингссоном и Peter LeMarc и другими артистами.
В 1992 году Исакссон получил специальный приз жюри премии «Грэммис».
Исакссон основал группу Pray For Rain, они заключили контракт со звукозаписывающей компанией и выпустили альбом. В 2001 году Исакссон выпустил свою первую сольную пластинку «Evergreen».

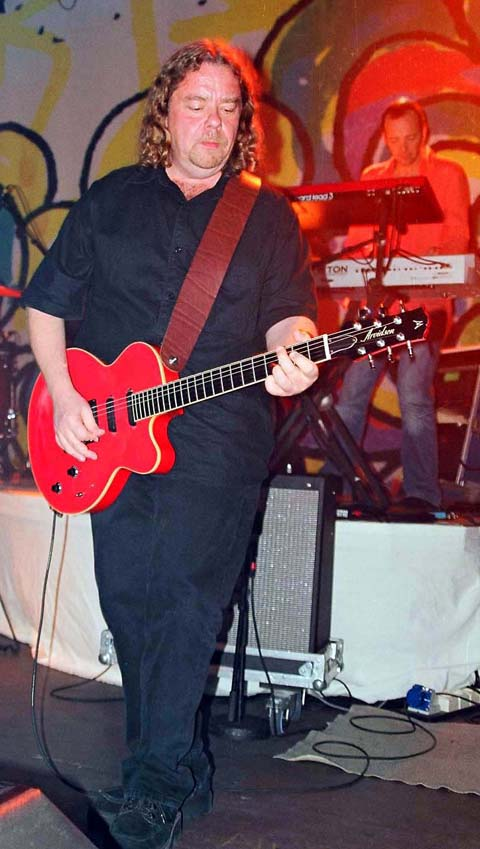
Исакссон на концерте Пера Гессле в клубе «Tavastia» (Хельсинки, 25 сентября 2003 года) в рамках гастрольного тура Mazarin sommarturne 2003

В 2003 году принял участие в гастрольном туре «Mazarin sommarturne 2003» в поддержку сольного альбома Пера Гессле Mazarin (2003).
Свой последний концерт с Roxette он дал на праздновании бракосочетания кронпринцессы Виктории в Стокгольмском концертном зале в 2010 году.
В 2019 году с новым участником Хоканом Мандерстедтом (швед. Hawkan Manderstedt) на клавишных воссоединилась его старая группа Marathon. Они дали концерт в Каликсе, а затем записали альбом своих старых песен, которые написали еще подростками. Фактически, группы выпустила свой дебютный альбом через 44 года после основания.
Весной 2020 года вместе с Пером Гессле и, фактически, музыкантами Roxette, Исакссон работал в Хальмстаде над записью альбома PG Roxette Pop-Up Dynamo! (2022).
В 2021 году Исакссон выпустил новый сольный материал в виде самостоятельно записанного инструментального EP, где он сам играет на всех инструментах.
В ноябре 2022 года вышел альбом Marathon II с совершенно новыми песнями.
На 2025 год запланированы гастроли Roxette «Roxette In Concert» по ЮАР и Австралии, в которых Исакссон вновь займёт место гитариста.